# Castellammare di Stabia
Castellammare di Stabia (en napolitano Castiellammare y en vernáculo Castllammare) es un municipio italiano localizado en la ciudad metropolitana de Nápoles, región de Campania.
Con unos 66.618 habitantes es la octava ciudad de Campania más poblada y es una de las más importantes por su historia, desarrollo industrial, termal y turístico. Limita con las localidades de Gragnano, Pimonte, Lettere, Pompei, Santa Maria la Carità, Torre Annunziata y Vico Equense.
Corresponde a la antigua ciudad de Estabia.

## Demografía
| Gráfica de evolución demográfica de Castellammare di Stabia entre 1861 y 2011 |
|                                                                               |
| Fuente ISTAT - elaboración gráfica de Wikipedia                               |

## Galería

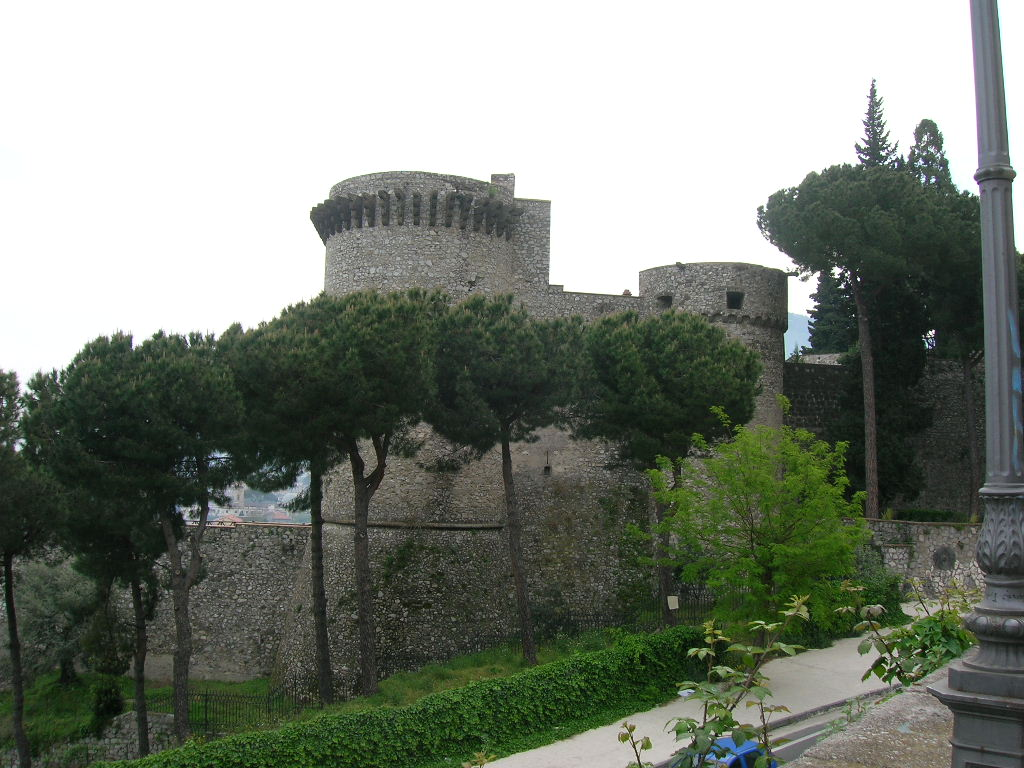
El Castillo.
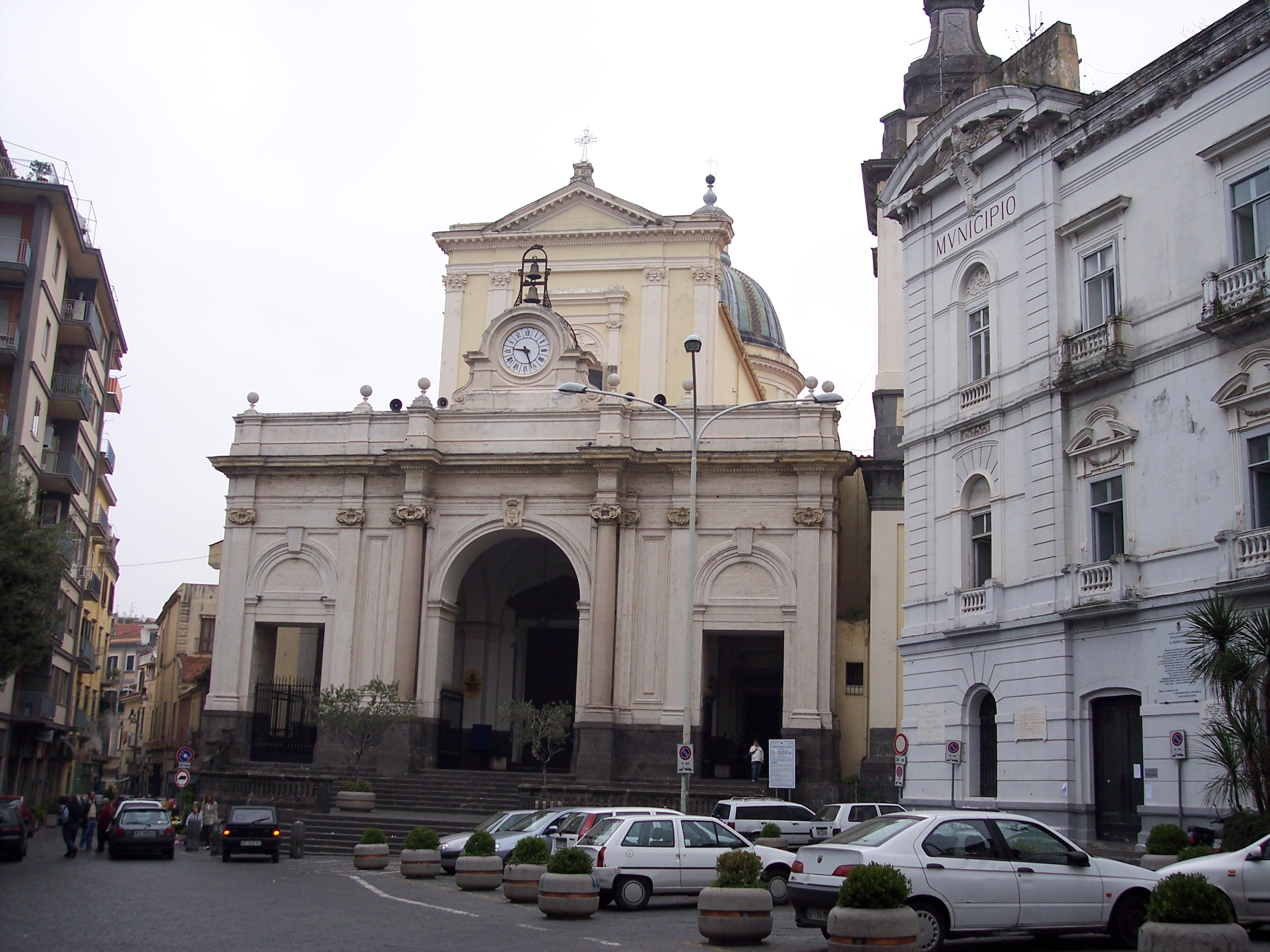
La Catedral.
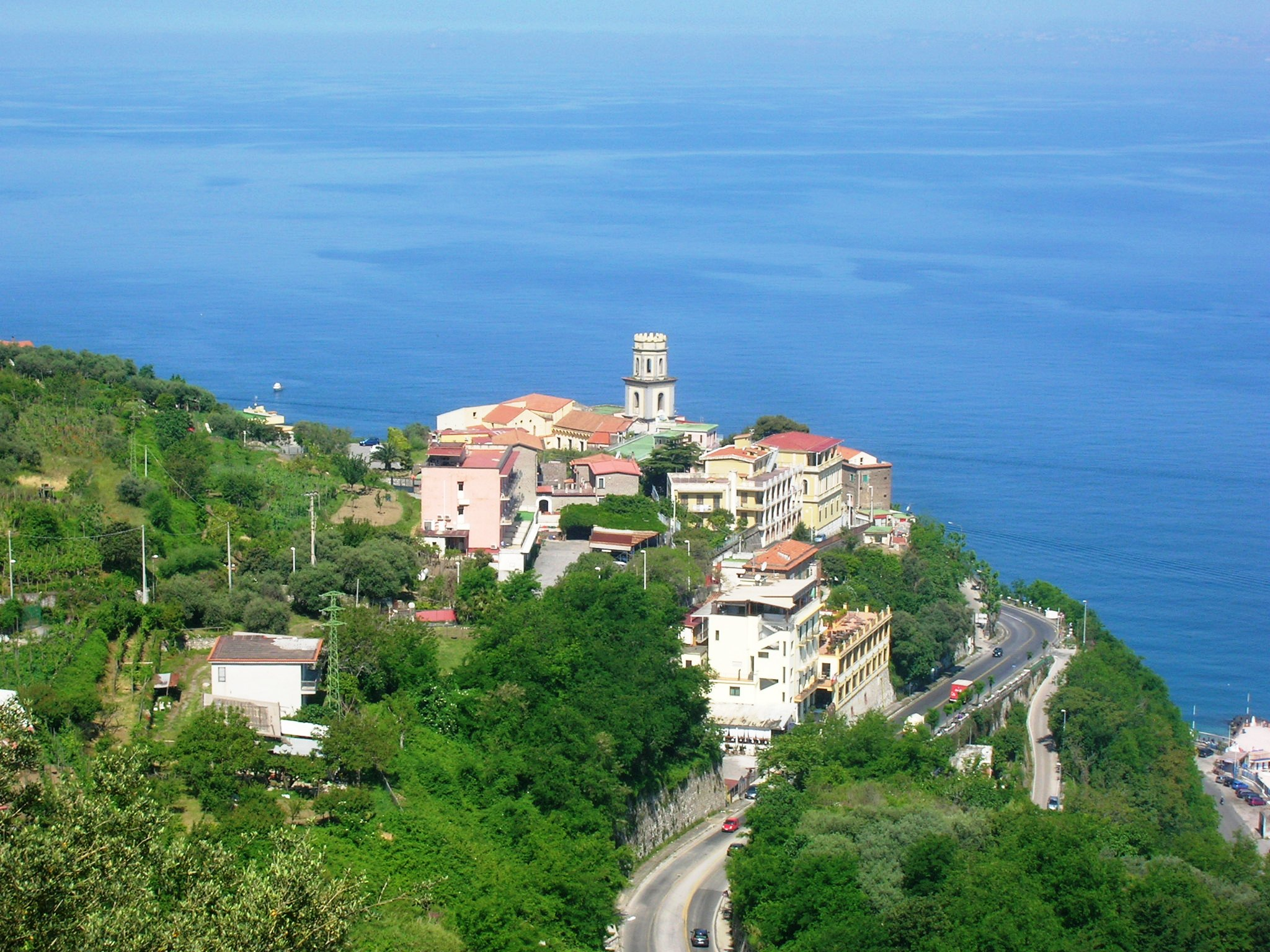
Pozzano.
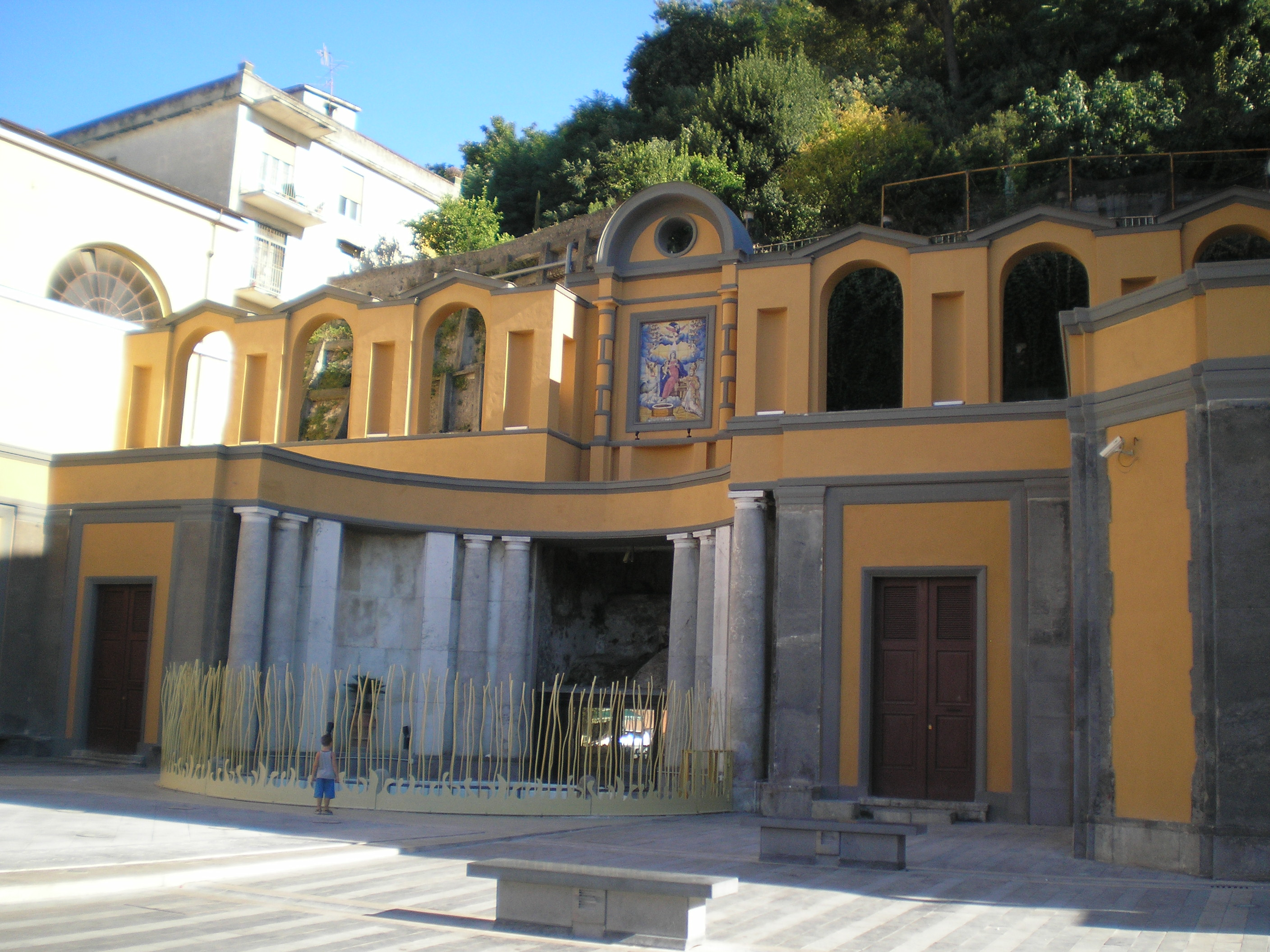
Termas antiguas.
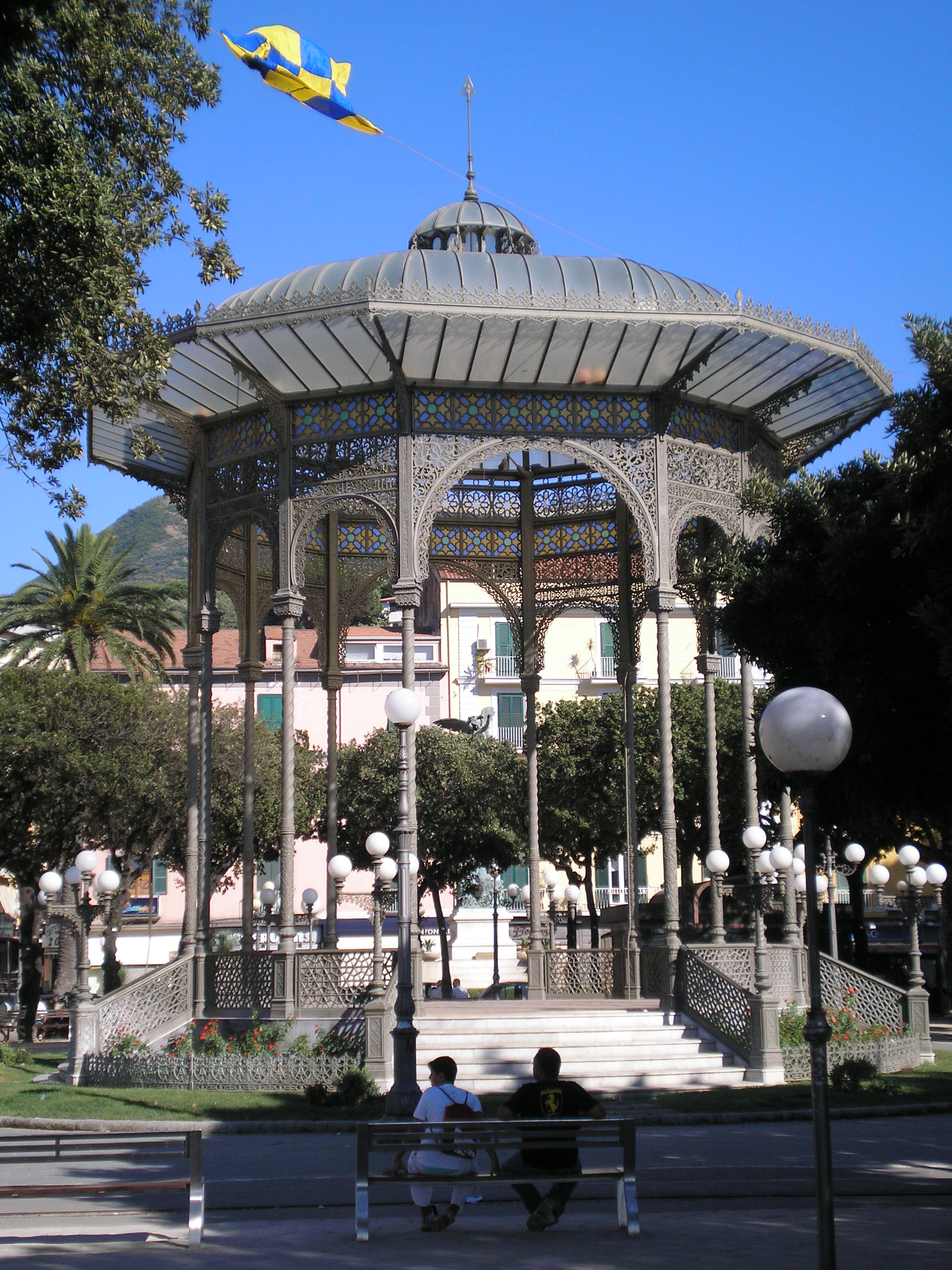
Quiosco de música.
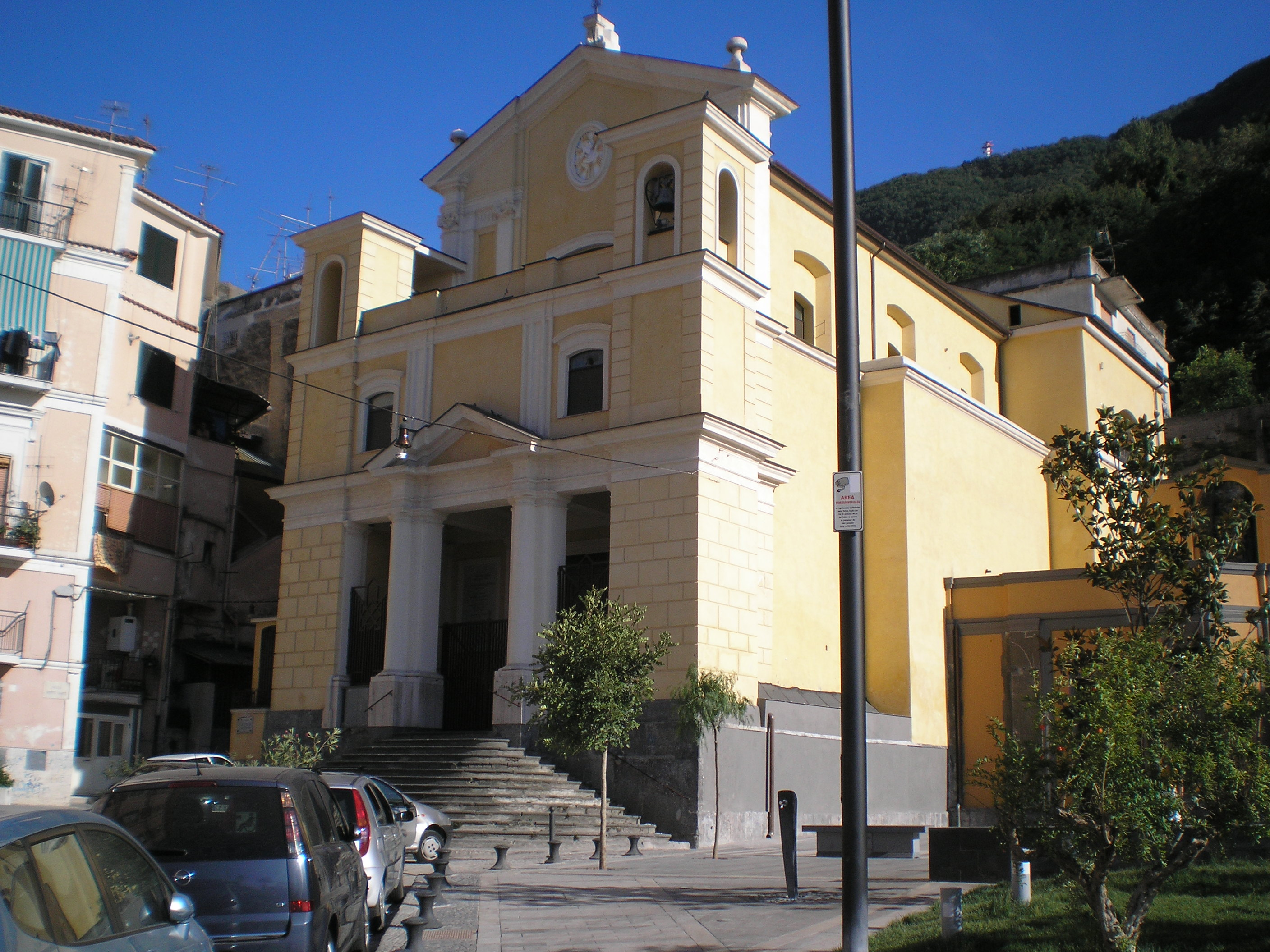
Iglesia del Espíritu Santo.
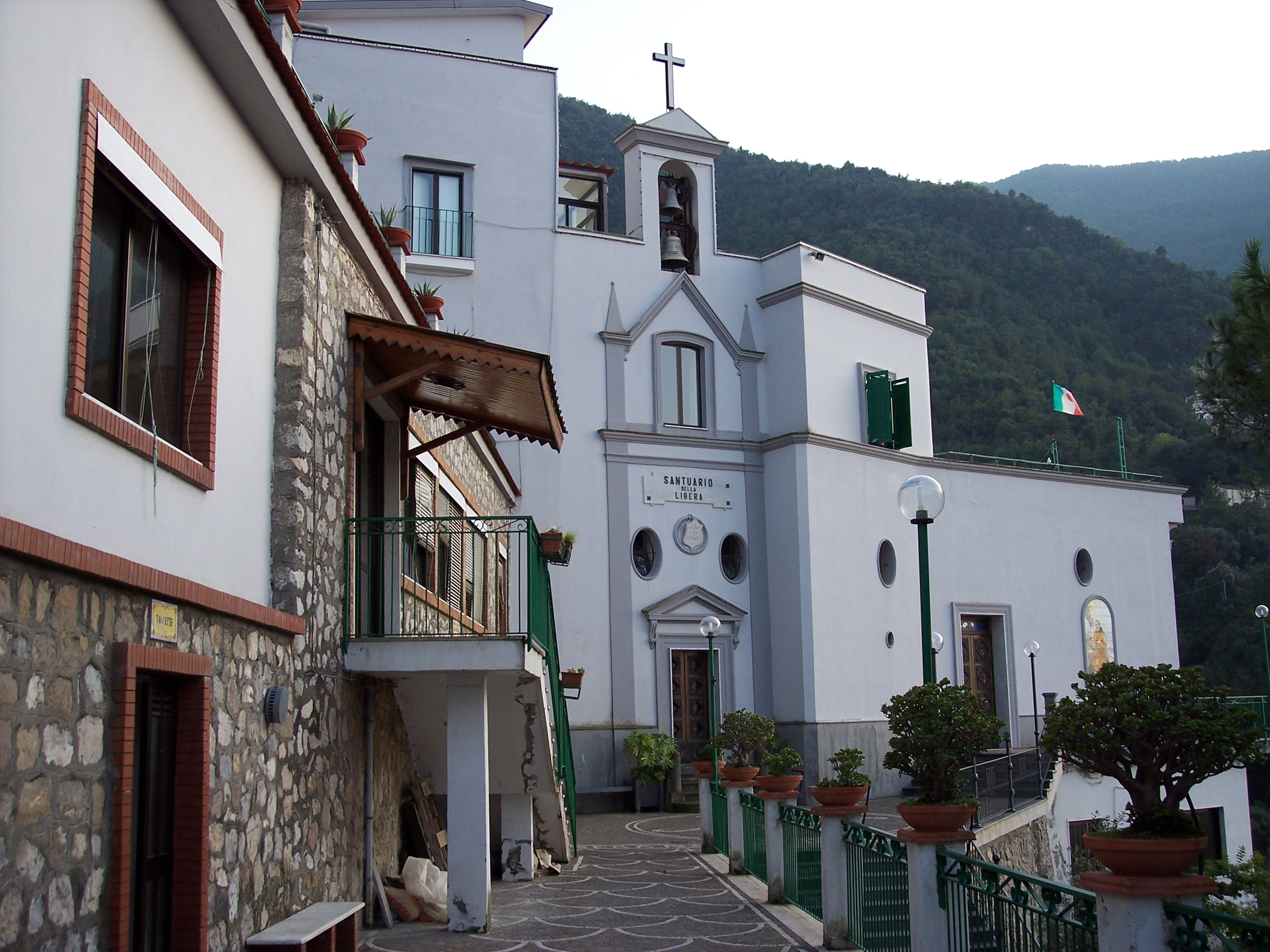
Santuario de la Virgen de la Libre.
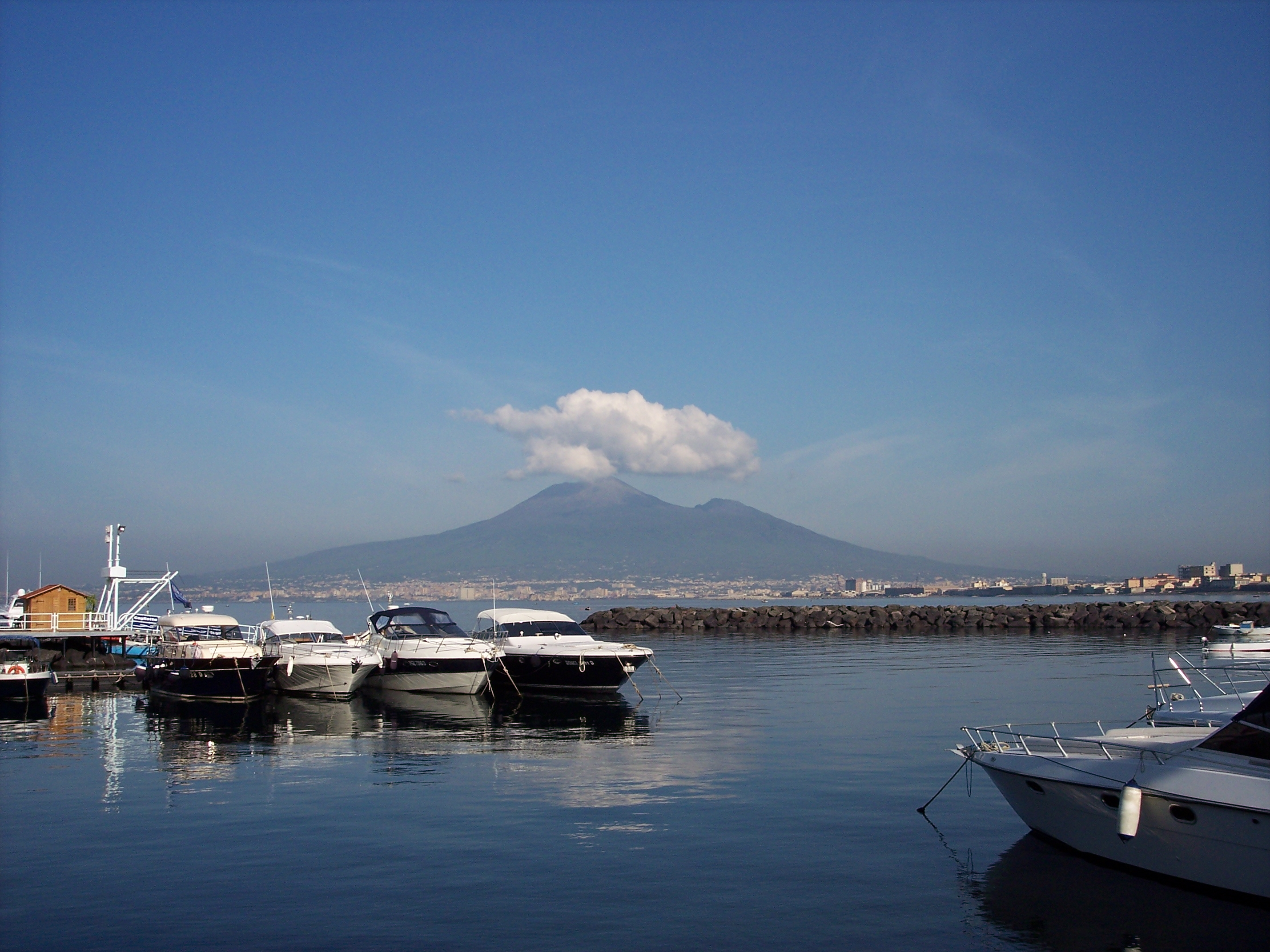
Vista del Vesubio desde el puerto.
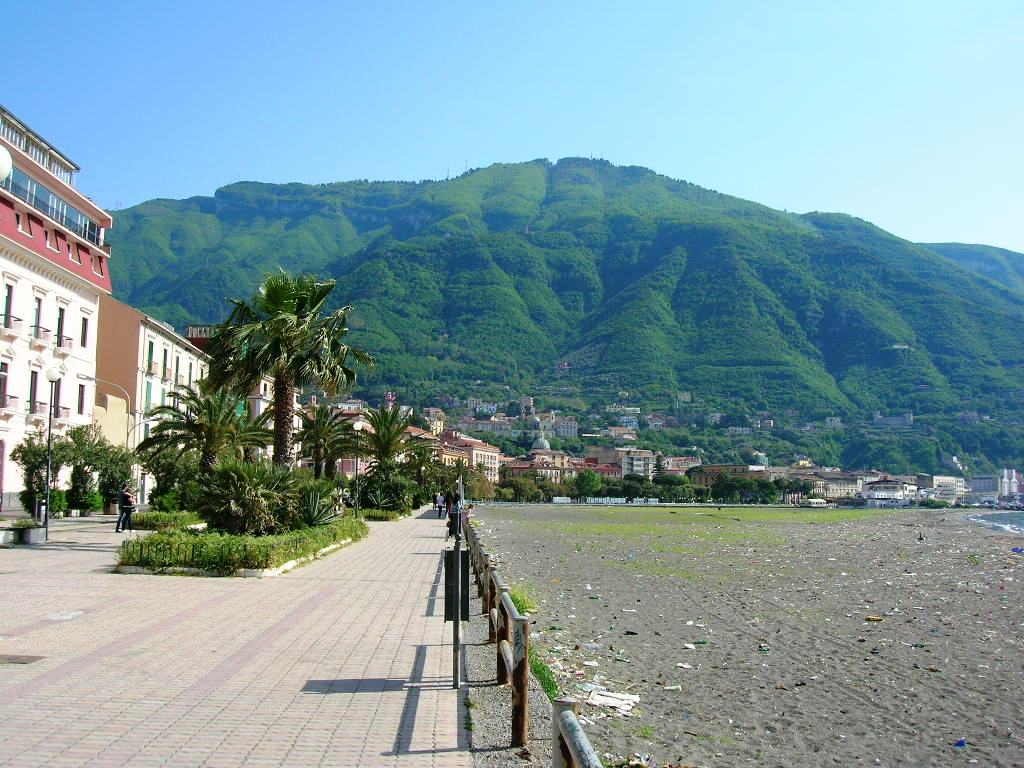
Paseo marítimo con el Monte Faito al fondo.
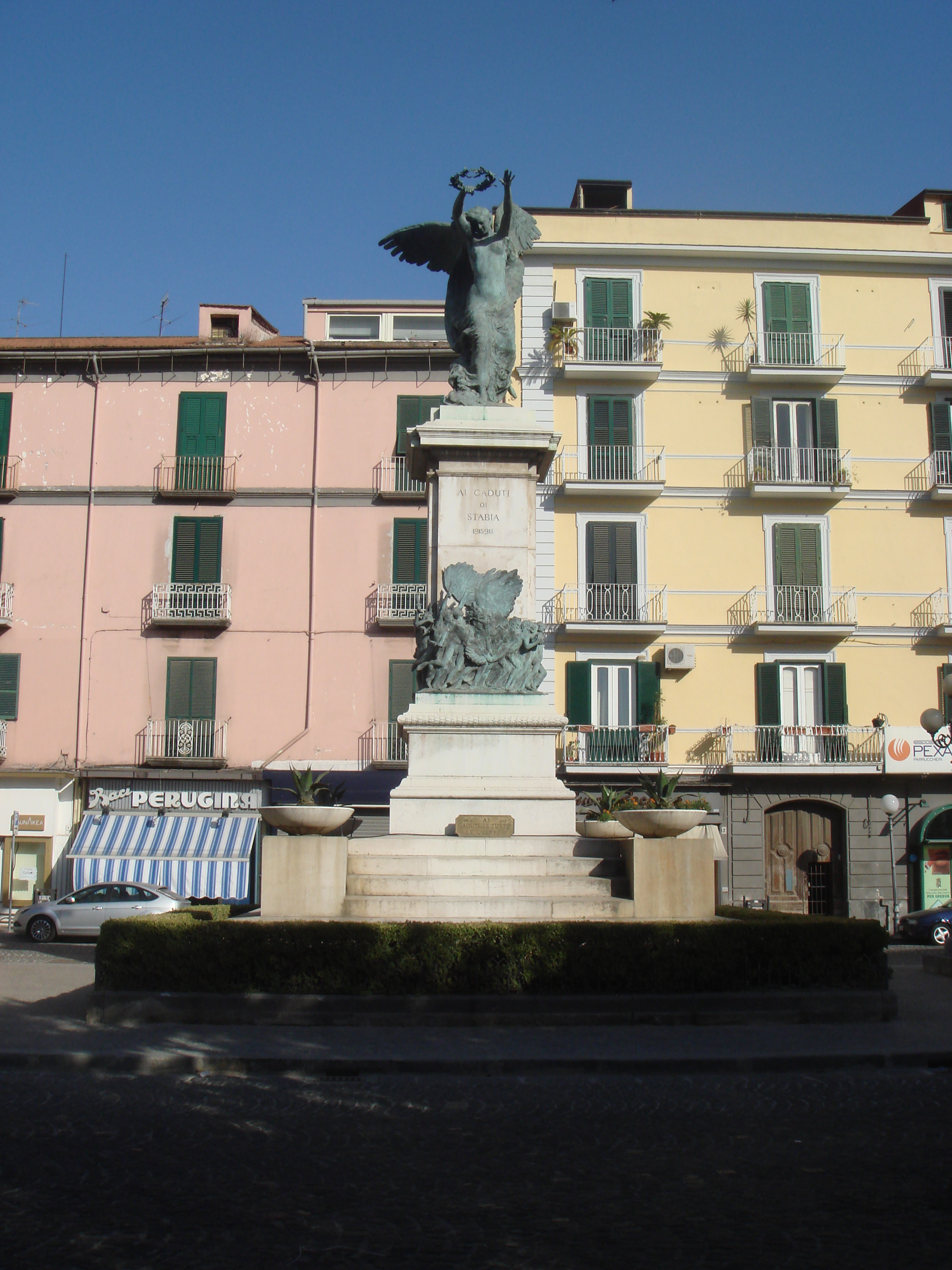
Monumento a los caídos.

## Deportes
Juve Stabia es el club de fútbol local. Actualmente, participa en la Serie B, la segunda divisíón del fútbol nacional. Sus encuentros de local los juega en el Estadio Romeo Menti.